# Gentiana panthaica
Gentiana panthaica là một loài thực vật có hoa trong họ Long đởm. Loài này được Prain & Burkill mô tả khoa học đầu tiên năm 1906.